# Gumův katalog
Gumův katalog je astronomický katalog 84 emisních mlhovin na jižní obloze. Byl sestaven australským astronomem Colinem Stanleyem Gumem (1924-1960) na Mount Stromlo Observatory pomocí fotografií se širokým záběrem. Gum publikoval svá zjištění v roce 1955 v práci nazvané Studie jižních difuzních H-alfa mlhovin, ve které představil katalog 84 mlhovin nebo mlhovinových komplexů.
Podobné katalogy jsou například Sharplessův katalog a RCW katalog. Mnoho z Gumových objektů se vyskytuje i v těchto katalozích.
Podle Guma je pojmenována Gumova mlhovina, kterou objevil a zapsal do svého katalogu jako položku Gum 12, a jedná se o emisní mlhovinu, kterou lze nalézt v jižních souhvězdích Plachet a Lodní zádě.

## Příklady
Příklady z Gumova katalogu (1955)
| Gum    | Běžné jméno                          | Obrázek | Další jména a poznámky                                                         |
| ------ | ------------------------------------ | ------- | ------------------------------------------------------------------------------ |
| Gum 4  | NGC 2359                             |         | Thorova helma, Gum 4, Sh2 298, NGC 2359                                        |
| Gum 15 | RCW 32                               |         | Gum 15, Region zrodu hvězd                                                     |
| Gum 16 | Zbytek supernovy v souhvězdí Plachet |         | Gum 16, Vela Supernova Remnant                                                 |
| Gum 20 | RCW 36                               |         | RCW 36                                                                         |
| Gum 29 | RCW 49                               |         | Gum 29, RCW 49                                                                 |
| Gum 60 | NGC 6302                             |         | Sh2 6, NGC 6302, Bug nebula PK 349+01 1, Motýlí mlhovina, RCW 124, Caldwell 69 |
| Gum 64 | NGC 6334                             |         | ESO 392-EN 009, Sh2 8, RCW 127, Gum 64, NGC 6334                               |
| Gum 66 | NGC 6357                             |         | Sh2 11, NGC 6357, RCW 131, Gum 66, Mlhovina válka a mír                        |
| Gum 72 | Mlhovina Laguna                      |         | Sh2 25, RCW 146, Gum 72, Messier 8                                             |
| Gum 76 | Mlhovina Trifid                      |         | Sh2 30, M20, NGC 6514, RCW 147, Gum 76                                         |
| Gum 81 | Mlhovina Omega                       |         | Omega Nebula, M17, NGC 6618, Swan Nebula, Sh2 45, RCW 160, Gum 81              |
| Gum 83 | Orlí mlhovina                        |         | Sh2 49, Messier 16, NGC 6611, RCW 165, Gum 83                                  |